# Orchard (Colorado)
Orchard è una comunità non incorporata degli Stati Uniti d'America, situata nello stato del Colorado, nella contea di Morgan.